# Doridicola
Doridicola is een geslacht van parasitair levende eenoogkreeftjes uit de familie Rhynchomolgidae. De wetenschappelijke naam van het geslacht werd in 1853 gepubliceerd door Franz von Leydig, tegelijk met de naam van de typesoort Doridicola agilis. De eerste exemplaren van de typesoort werden in de Adriatische Zee bij Triëst aangetroffen op enkele exemplaren van Doris lugubris, een zeenaaktslak. De wetenschappelijke naam Doridicola verwijst naar die eerste gastheer: "cola" betekent "bewoner van".

## Synoniemen
- Eolidicola Sars, 1889; typesoort: Eolidicola tenax Sars, 1862 = Doridicola agilis Leydig, 1853
- Metaxymolgus Humes & Stock, 1972; typesoort: Metaxymolgus securiger Humes, 1964 = Doridicola securiger (Humes, 1964)

## Soorten
- Doridicola aculeatus (Humes & Ho, 1968)
- Doridicola agilis Leydig, 1853
- Doridicola antheliae (Humes & Stock, 1973)
- Doridicola botulosus (Stock & Kleeton, 1963)
- Doridicola brevifurcatus (Ummerkutty, 1962)
- Doridicola capnellae Humes, 1990
- Doridicola chlamydis (Humes & Stock, 1973)
- Doridicola cincinnatus (Humes, 1975)
- Doridicola cinctus (Humes & Stock, 1973)
- Doridicola comai Conradi, Megina & López-González, 2004
- Doridicola commodus (Humes & Stock, 1973)
- Doridicola comparatus (Humes, 1975)
- Doridicola confinis (Humes, 1982)
- Doridicola congoensis (T. Scott, 1894)
- Doridicola connexus Humes, 1986
- Doridicola cuspis (Humes, 1964)
- Doridicola echinasteris (Humes, 1975)
- Doridicola gracilipes (A. Scott, 1909)
- Doridicola helmuti Conradi, Bandera & López-González, 2006
- Doridicola hetaericus (Humes & Ho, 1968)
- Doridicola hirsutipes (T. Scott, 1893)
- Doridicola inaequalis (Humes & Ho, 1966)
- Doridicola indistinctus Ho & Ivanenko, 2013
- Doridicola inflatiseta (Humes & Stock, 1973)
- Doridicola larani Brunckhorst, 1985
- Doridicola longicauda (Claus, 1860)
- Doridicola lumarius (Humes, 1980)
- Doridicola micropus (Humes, 1973)
- Doridicola mimicus (Humes, 1975)
- Doridicola myorae (Greenwood, 1971)
- Doridicola parapatulus I.H. Kim, 2004
- Doridicola parvicaudatus I.H. Kim, 2003
- Doridicola patulus (Humes, 1959)
- Doridicola pertinax (Humes, 1982)
- Doridicola petalopus Humes, 1990
- Doridicola portincola I.H. Kim, 2007
- Doridicola praelongipes (Humes, 1975)
- Doridicola rostripes Humes, 1990
- Doridicola rumphellae Humes, 1993
- Doridicola securiger (Humes, 1964)
- Doridicola sensilis (Humes, 1964)
- Doridicola senticauda Humes, 1990
- Doridicola sepiae (Izawa, 1976)
- Doridicola similis Ho & I.H. Kim, 2001
- Doridicola simplex (I.C. Thompson & A. Scott, 1903)
- Doridicola singularipes (Humes & Ho, 1968)
- Doridicola spinulifer (Humes & Frost, 1964)
- Doridicola sunnivae (Humes, 1982)
- Doridicola turmalis (Humes, 1982)
- Doridicola venustus (Humes, 1958)
- Doridicola virgatus I.H. Kim, 2007
- Doridicola vulcanius Humes, 1990